# Andinosaura afrania
Andinosaura afrania — вид ящірок родини гімнофтальмових (Gymnophthalmidae). Ендемік Колумбії.

## Поширення і екологія
Andinosaura afrania відомі з типової місцевості, розташованої на західному схилі Західного хребта Колумбійських Анд в департаменті Антіокія. Вони живуть на високогірних луках парамо-фронтіно, поблизу струмків. Зустрічаються на висоті від 2350 до 2490 м над рівнем моря